# 阿萊格雷
20°45′50″S 41°31′58″W / 20.76389°S 41.53278°W

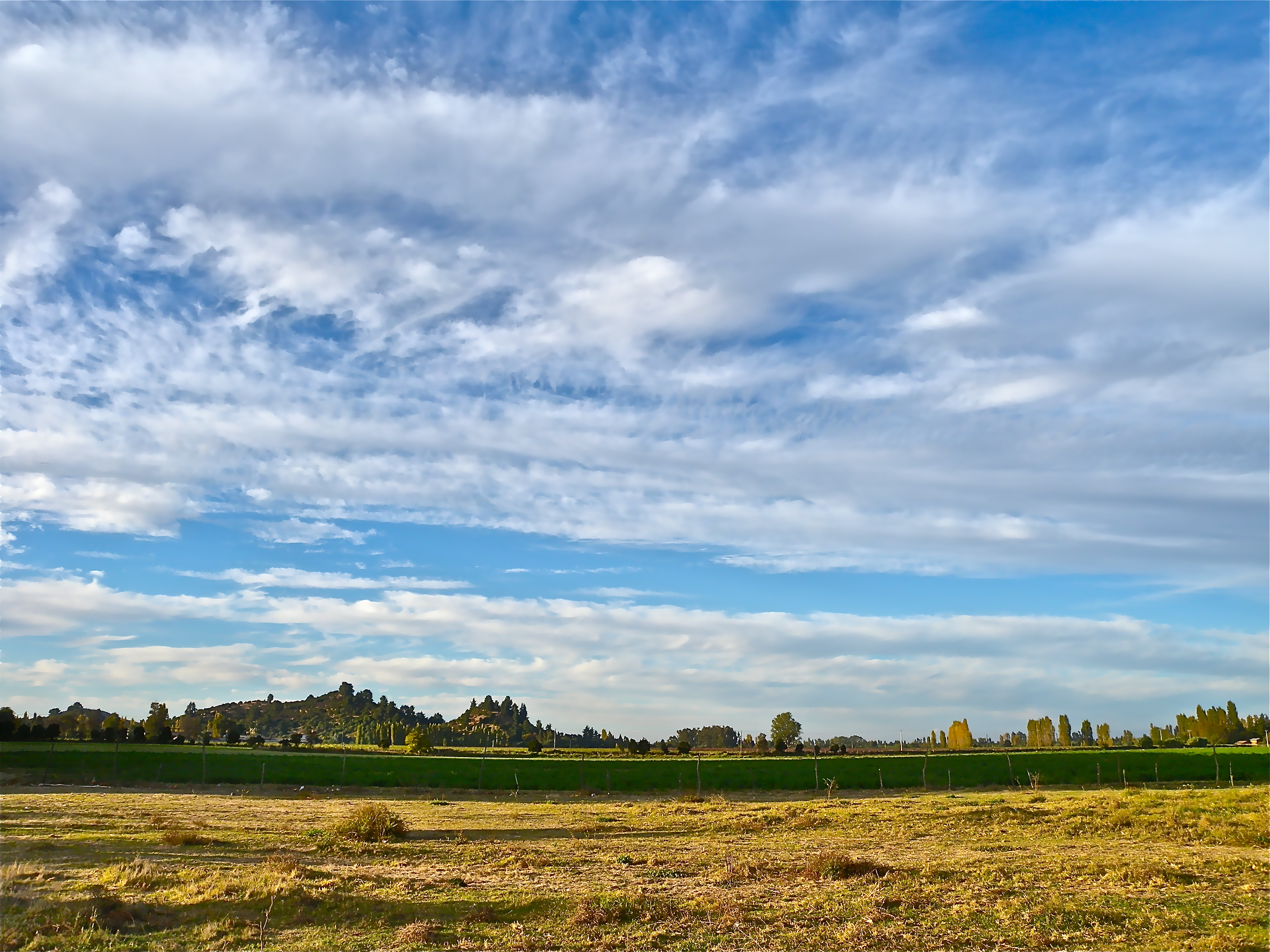
阿萊格雷

阿萊格雷（葡萄牙語：Alegre），是巴西的城鎮，位於該國東南部，由聖埃斯皮里圖州負責管轄，始建於1890年11月11日，面積773平方公里，海拔高度277米，2010年人口30,784，人口密度每平方公里39.84人。